# Ágras
Ágras är en ort i Grekland.   Den ligger i prefekturen Nomós Péllis och regionen Mellersta Makedonien, i den norra delen av landet, 300 km norr om huvudstaden Aten. Ágras ligger 482 meter över havet och antalet invånare är 854.
Terrängen runt Ágras är lite bergig, och sluttar österut. Runt Ágras är det ganska tätbefolkat, med 83 invånare per kvadratkilometer. Närmaste större samhälle är Édessa, 3,7 km öster om Ágras. 